# کامئو (حکاکی)

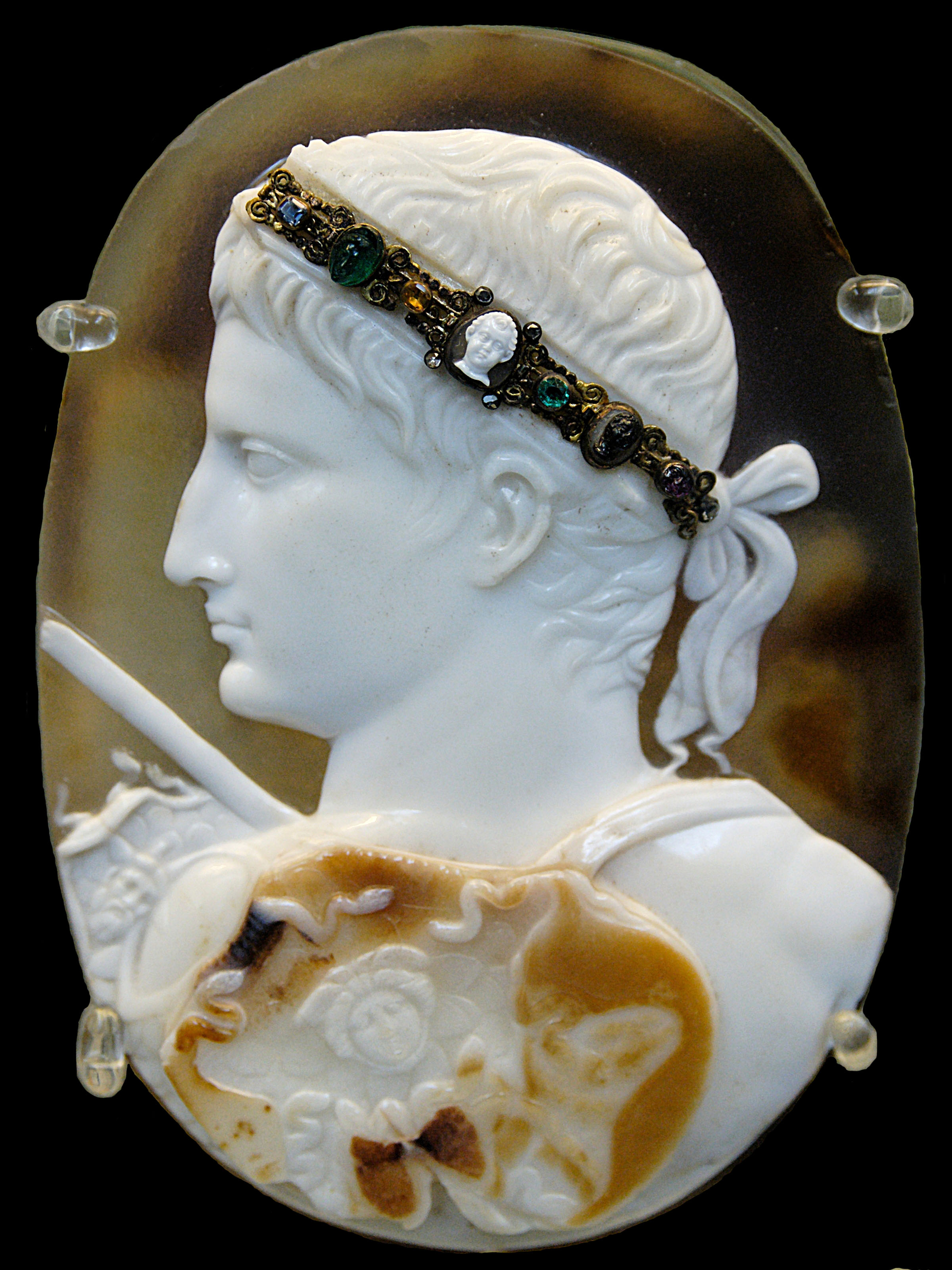
یک کامئو از آگوستین امپراتور روم

کامئو (انگلیسی: Cameo) روشی است برای سنگ‌تراشی شیئی که مانند نگین حکاکی شده، جواهر یا ظرف. تقریباً همیشه دارای یک نقش‌برجسته (روشن) برجسته. در تضاد با اینتاگلیو که تصویری تیره دارد.